# Шванау
Шванау (на немски: Schwanau) е селище в югозападна Германия, част от окръг Ортенаукрайс на провинция Баден-Вюртемберг. Населението му е около 7 000 души (2015).
Разположено е на 158 метра надморска височина в Горнорейнската долина, на десния бряг на река Рейн и на 40 километра северно от Фрайбург. Общината е създадена през 1972 година със сливането на селищата Алмансвайер, Ноненвайер, Отенхайм и Витенвайер. В Шванау е седалището на „Херенкнехт“, един от основните производители на тунелопробивни машини в света.

## Известни личности
Родени в Шванау
- Едуард Наудашер (1872 – 1945), предприемач